# NGC 3240
NGC 3240 é uma galáxia espiral (Sc) localizada na direcção da constelação de Hydra. Possui uma declinação de -21° 47' 29" e uma ascensão recta de 10 horas, 24 minutos e 30,9 segundos.
A galáxia NGC 3240 foi descoberta em 20 de Março de 1835 por John Herschel.